# Cervus hanglu yarkandensis
Il cervo dello Yarkand (Cervus hanglu yarkandensis Blanford, 1892) è una sottospecie di cervo dell'Asia centrale originaria della provincia dello Xinjiang (Cina). La sua ecologia è simile a quella del cervo di Bukhara (C. h. bactrianus), suo parente stretto, in quanto occupa i corridoi fluviali di pianura circondati dal deserto. Le due popolazioni sono isolate tra loro dalla catena del Tian Shan e probabilmente costituiscono un sottogruppo primordiale del cervo dell'Asia centrale.

## Descrizione
È un cervo di colore rossiccio, con una grande macchia chiara sul posteriore, coda compresa. I palchi hanno generalmente cinque punte, con la biforcazione terminale rivolta in avanti. La quinta punta è di solito più grande della quarta ed è inclinata all'interno.

## Distribuzione e habitat
Il cervo dello Yarkand è endemico dell'ecoregione denominata «steppa e foreste decidue del bacino del Tarim», che comprende il bacino idrografico dei fiumi Tarim, Kaidu e Qiemo nella regione autonoma cinese dello Xinjiang (Turkestan orientale). Dipende strettamente dai corridoi fluviali di pianura per l'alimentazione e il riparo. Non effettua migrazioni, ma può disperdersi nelle aree desertiche adiacenti di notte o quando le temperature sono più fresche. La popolazione di cervi del bacino del Tarim è crollata dagli oltre 10000 esemplari degli anni '50 ai meno di 3000 degli anni '90.
Il cervo dello Yarkand è preda del lupo.